# Salarové
Salarové jsou národ turkického původu, žijící v počtu zhruba sto tisíc lidí v čínských provinciích Čching-chaj a Kan-su. Jsou potomky turkických kočovníků smíšených s čínskými a tibetskými starousedlíky, vyznávají islám. Typická je pro ně exogamie – zákaz uzavírání sňatků uvnitř klanu. Salarština patří mezi oghuzské jazyky.